# Atrachea parvispina
Atrachea parvispina är en fjärilsart som beskrevs av Tschetverikov 1904. Atrachea parvispina ingår i släktet Atrachea och familjen nattflyn. Inga underarter finns listade i Catalogue of Life.